# SK Hlavice
SK Hlavice – klub piłkarski z Hlavic w Czechach. Został założony w roku 1983. Aktualnie występuje w Czeskiej lidze futbolowej.